# Municipio de Sibley Trail
El municipio de Sibley Trail (en inglés: Sibley Trail Township) es un municipio ubicado en el condado de Barnes en el estado estadounidense de Dakota del Norte. En el año 2010 tenía una población de 92 habitantes y una densidad poblacional de 0,98 personas por km².

## Geografía
El municipio de Sibley Trail se encuentra ubicado en las coordenadas 47°11′22″N 98°0′53″O / 47.18944, -98.01472. Según la Oficina del Censo de los Estados Unidos, el municipio tiene una superficie total de 93.66 km², de la cual 87,94 km² corresponden a tierra firme y (6,11 %) 5,72 km² es agua.

## Demografía
Según el censo de 2010, había 92 personas residiendo en el municipio de Sibley Trail. La densidad de población era de 0,98 hab./km². De los 92 habitantes, el municipio de Sibley Trail estaba compuesto por el 98,91 % blancos y el 1,09 % eran de una mezcla de razas. Del total de la población el 2,17 % eran hispanos o latinos de cualquier raza.